# Emilio Fernando Alonso
Emilio Fernando Alonso Rubín (Iguala de la Independencia, Guerrero, México; 4 de julio  de 1957) es un comentarista deportivo mexicano que trabaja para TUDN. Trabajó para TV Azteca y para la cadena de deportes ESPN.

## Biografía
Nació el 4 de julio de 1960 en Iguala de la Independencia, Guerrero, México, hijo de Fernando Alonso Avilés, cronista deportivo de radio y televisión. Realizó estudios de primaria, secundaria y preparatoria en el lugar del que es originario y una licenciatura en historia en la Facultad de Filosofía y Letras de la Universidad Nacional Autónoma de México.

## Trayectoria
Su carrera como cronista deportivo la inició en Iguala a los 13 años de edad, en un programa de radio de la RCN (XEIG), donde su padre era el titular, y a los 16 años debutó haciendo comentarios y entrevistas de campo en Primera División en un partido entre el Coyotes Neza y los Tecos de la UAG. En ese entonces trabajaba para la Cervecería Cuauhtémoc Moctezuma, que tenía los derechos de transmisión de varios equipos y era quien seleccionaba a sus propios locutores y comentaristas.[cita requerida]
Narró para XEAV Canal 58 de Guadalajara, Jalisco, incluso béisbol durante las dos últimas etapas del equipo de Charros de Jalisco, así como los encuentros de los Leones Negros de la Universidad de Guadalajara, en el  desaparecido Circuito Mexicano de Básquetbol (Cimeba), a través de la frecuencia de 580 kilohercios de la banda de AM.[cita requerida]
Narró su primer partido con Imevisión (hoy TV Azteca)  el 18 de mayo de 1985, en un encuentro entre Club Deportivo Leones Negros de la U. de G. y los Rayados del Monterrey.[cita requerida]
El primer Mundial de Fútbol en que participó fue en España 1982, contratado por Canal 58 de radio para hacer la cobertura total de ese campeonato. Con TV Azteca fue en México 1986, Italia 1990, Estados Unidos 1994, Francia 1998, Corea-Japón 2002 y Alemania 2006. En Juegos Olímpicos con Imevisión/TV Azteca fue en Seúl 1988, Barcelona 1992, Atlanta 1996, Sídney 2000, Atenas 2004, Pekín 2008 y Londres 2012; con ESPN fue en Río 2016 y con Televisa para Tokio 2020.[cita requerida]
El 27 de mayo de 2005 sufrió un derrame cerebral que lo alejó de su profesión, aunque regresó el 18 de febrero de 2006 durante el partido Cruz Azul contra Pumas de la UNAM. Sin embargo, tuvo muy poca actividad desde la salida de José Ramón Fernández e incluso dejó de ser el narrador oficial de los partidos de la Selección Mexicana de Fútbol; solo narró partidos del futbol mexicano en algunas ocasiones, y generalmente en partidos que únicamente se transmitían por SKY México.[cita requerida]
En 2013 realizó un doblaje en la película animada Metegol.[cita requerida]
En el 2014, narró varios partidos de Brasil 2014 por Televisa Radio. También ha narrado ocho ediciones consecutivas de la Serie Mundial para W Deportes desde 2013.[cita requerida]
En 2015, salió de TV Azteca tras 30 años y se integró al equipo de ESPN. Al año siguiente, el 20 de julio, se integró al canal deportivo oficial del Club Deportivo Guadalajara, Chivas TV, al lado de su antiguo compañero de TV Azteca, Adán Vega Barajas. El 4 de marzo de 2021, debutó para TUDN en el duelo Pumas vs Santos en la jornada 9 del torneo Guardianes 2021 donde el encuentro lo ganó Pumas.[cita requerida]